# 普米藏族
普米藏族和普米族实为同根同源之一体，它们均是来自普米口传文明史中的“直吾布知东（普米语：txiip xgut puut txiit donp），普米冉贡祖（普米语：trhwit mit zrevp gont tsuum）”的源头，这句表现族群来源的词句通常被理解为“雪水汇集之地，普米四祖分流”。有关这句话的表述和解释，不同的专家、学者和族群内部长者有不同的看法和见解，但其历史事实的发生地基本都指向喜马拉雅文化圈的范畴。

## 族群归属
在汉语未进入该族群活动范围之前，由于这两个民族同时持有和传承同种文化，故族群归属并无异议。中华人民共和国政府于20世纪50年代开始进行民族识别工作，在这个过程中，将分布于云南西北部的操原生普米语言的人群定位为单一民族普米族，将分布于四川西南部的操原生普米语言的人群定位为藏族，为了区分于其他支系的藏族群体，在民间一般将其称为普米藏族。这两个群体，在文化和血统归属上均认为是同一族群，只是政治意义上的归属不同而已。

## 民族识别与定位
1952年3月，中华人民共和国国家民族事务委员会主任刘格平在北京主持有关民族问题的一个座谈会，当时的木里土司项·松坚扎巴作为西康省代表之一出席此会，国家民族事务委员会听取了项·松坚扎巴的意见后，决定将木里境内操普米语言的群体划为藏族。当时正在筹备建立木里藏族自治县，有一种说法认为只有将这部分操普米语言的人划归为藏族，才能够在人口比例上形成建立藏族自治县的条件，后木里土司项·松坚扎巴成为木里县第一任县长。另外在民间的一种说法认为，这个操持普米语言的群体，从宗教、文化、习俗、语言等各方面，都和传统意义上的藏族非常接近，故将四川境内的这个群体识别为藏族。

## 分布区域
普米藏族主要分布在中华人民共和国四川凉山彝族自治州的木里藏族自治县、盐源县和四川甘孜藏族自治州的九龙县等地。

## 语言文字
使用的语言为普米语北部方言，为方便对外交流，也使用藏语康巴方言，使用的文字大多为藏文。在木里土司时代，普米语北部方言则是木里喇嘛王国的官方语言，当时在寺院里使用藏文和普米语言，在民间则是普米语言使用者居多，藏语康巴方言只实用于官方外交和书面表述。一般而言，普米藏族人把普米语称为土语，而把藏语称之官话。

## 争议
在中华人民共和国的民族识别之前，这两个群体并不存在族属争议，但是后来在政治上被定义为普米族和普米藏族之后，则出现了民族归属上的争议。很多人把民族和族群的定义混为一谈，在个别年轻人中出现了相互不承认对方民族归属的现象，但在本族群体里的长老级别的人物之间，从未出现所谓争议。有分析者认为，所谓争议是年轻群体普米语言和文化的流失导致。